# Як я вбив Плутон і чому це було неминуче
«Як я вбив Плутон і чому це було неминуче» (англ. How I Killed Pluto and Why It Had It Coming) — науково-популярна книга Майка Брауна, американського астронома, найбільш відповідального за зміну статусу Плутона з планети на карликову планету. Книга оповідає історію відкриття автором найбільших транснептунових об'єктів і завершується описом зміни визначення планети на засіданні Міжнародного астрономічного союзу 2006 року. У 2024 році книга перевидана українською мовою.

## Резюме
Книга розповідає про події, пов'язані з перевизначенням терміна «планета» та зрештою зміною статусу Плутона. У книзі автор розповідає про свої відкриття кількох транснептунових об'єктів, зокрема Ериди, карликової планети, яку тоді помилково вважали більшою за Плутон. Спогади Майкла Брауна охоплюють період від початку його наукової кар'єри, коли більшість провідних науковців заперечували можливість існування великих транснептунових об'єктів, і до голосування в Міжнародному астрономічному союзі 2006 року, яке виключило Плутон зі списку планет Сонячної системи.

## Відгуки
Рецензії на книгу були загалом позитивними, а Джеймс Кеннеді з «The Wall Street Journal» назвав книгу «жвавою» та «приємною… хронікою» розповіді про пошуки нових планет і зрештою позбавлення Плутона статусу планети. Джанет Маслін з «The New York Times» назвала книгу «короткими й дуже цікавими дослідницькими мемуарами».